# Galeria Berlin Alexanderplatz
La Galeria Berlin Alexanderplatz (anciennement Centrum Berlin Alexanderplatz, encore appelée aujourd'hui communément Galeria Kaufhof Berlin-Alexanderplatz), est une grande galerie commerciale située au n°9 de l'Alexanderplatz dans le quartier Mitte de Berlin, en Allemagne. Le bâtiment est construit, dans ce qui est à l'époque Berlin-Est, entre 1967 et 1970 par le collectif Josef Kaiser dans le style du modernisme socialiste. La façade métallique d'origine, de style Hortenkachel (de), est remplacée par une façade en pierre lors de la rénovation de 2004-2006. Avec 35 000 mètres carrés d'espace, c'est l'un des plus grands magasins de Berlin.

## Histoire
Au début du XXe siècle, en 1904, Hermann Tietz (en) fait construire un grand magasin. Pendant la Seconde Guerre mondiale, le bâtiment est lourdement endommagé puis ensuite démoli,.
Le bâtiment actuel s'élève entre 1967 et 1970 pour accueillir le Grand magasin Centrum (Centrum Warenhaus) de l'organisation commerciale d'État (HO). Le projet a gagné un concours d'architecture en 1964 pour rénovation de la place. La réalisation est confiée au collectif d'architectes Josef Kaiser et Günter Kunert. La construction commence en 1967 et le grand magasin Centrum ouvre le 25 novembre 1970. À cette époque, la surface de vente est de 15 000 m² (dont 2 000 m² pour l'alimentation) et est alors le plus grand grand magasin de RDA, accueillant jusqu'à 80 000 personnes par jour et occupant 2000 salariés. Le grand cube du bâtiment de 78,60 m × 80,70 m carré et 34 m de haut avait six étages. Les murs d'extrémité du département de restauration et de boissons au rez-de-chaussée sont décorés de murs en mosaïque colorée conçus par Dagmar Glaser-Lauermann (de).
Après la chute de la RDA, le bâtiment est repris par Metro AG et, après une légère modernisation, une succursale de la Galeria Kaufhof ouvre ses portes. La surface de vente est portée à 20 000 m². Depuis lors, il est l'un des grands magasins les plus rentables d'Allemagne. Dans le cadre de la mise en œuvre des nouveaux plans de l'Alexanderplatz par Kollhoff et Timmermann, le site est modernisé et agrandi de 2004 à 2006, sur des plans de l'architecte Joseph Paul Kleihues. Le plan d'étage est agrandi en prolongeant la façade d'environ 25 m vers le centre de la place. Les quatrième et cinquième étages du bâtiment, qui servaient auparavant à la  restauration et à l'administration, sont transformés en espace commercial, ce qui porte la surface de vente de 20 000 à 35 000 m², le bâtiment abritant l'une des plus grandes succursales Kaufhof d'Europe, et la plus grande d'Allemagne. La façade métallique caractéristique avec ses 13 000 m² d'éléments d'aluminium en nid d'abeille est remplacée par une façade en pierre naturelle en travertin de Gauinger (de) avec de grandes surfaces vitrées, qui s'inspire stylistiquement de nombreux bâtiments berlinois des années 1990, comme sur la Pariser Platz et la Leipziger Platz. Au milieu du bâtiment, un grand atrium est aménagé avec un grand dôme de verre. 20 escaliers roulants longs de jusqu'à 24 m comptent parmi les plus longs escaliers de grands magasins  au monde. Au total, les travaux ont coûté à l'investisseur Metro AG 110 millions d'euros, dont la plus grande partie (85 millions d'euros) ont servi à l'achat de terrains. Kaufhof AG a investi 27 millions supplémentaires en équipements et technologies. Les travaux de rénovation ont été réalisés sans cesser l'activité commerciale et sans fermer le magasin. Les zones commerciales ont été déplacées dans le bâtiment en fonction de l'avancement des travaux. Des travaux complémentaires d'extension ainsi que la construction d'une tour de bureaux s'ensuivent pour être achevés à l'horizon 2025.
Les composants de l'ancienne façade en aluminium ont été mis en vente au public par segments de 2,05 m, un exemplaire est visible au Musée de la RDA.
Après la fusion de Karstadt et Kaufhof, la succursale est rebaptisée Galeria Berlin Alexanderplatz.

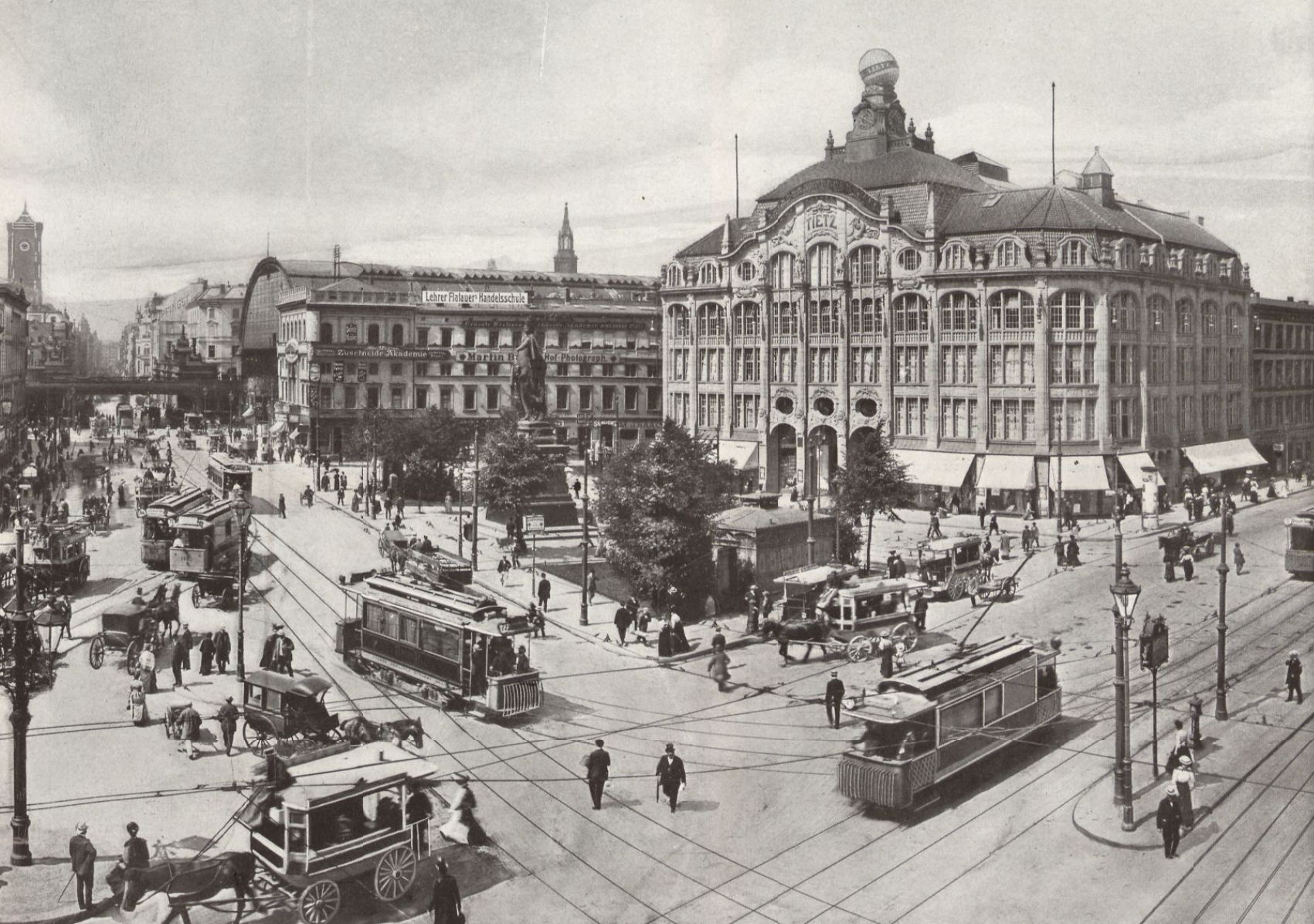
Grand magasin Tietz sur l'Alexanderplatz, vers 1900.
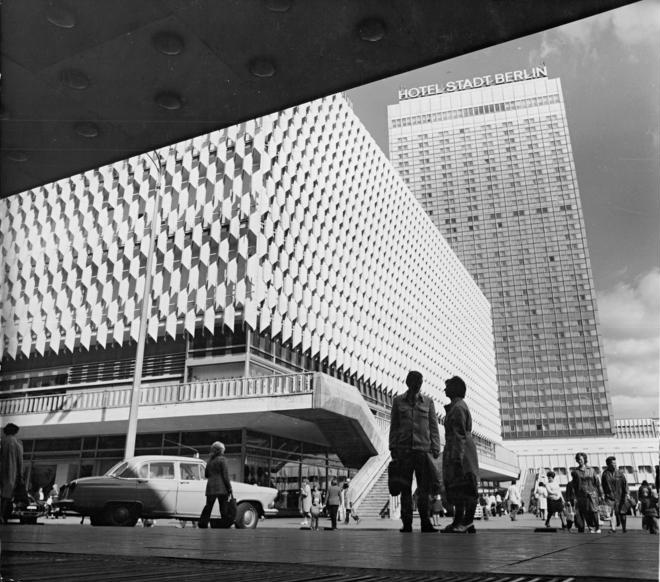
Le Warenhaus Centrum avec façade métallique, 1973.
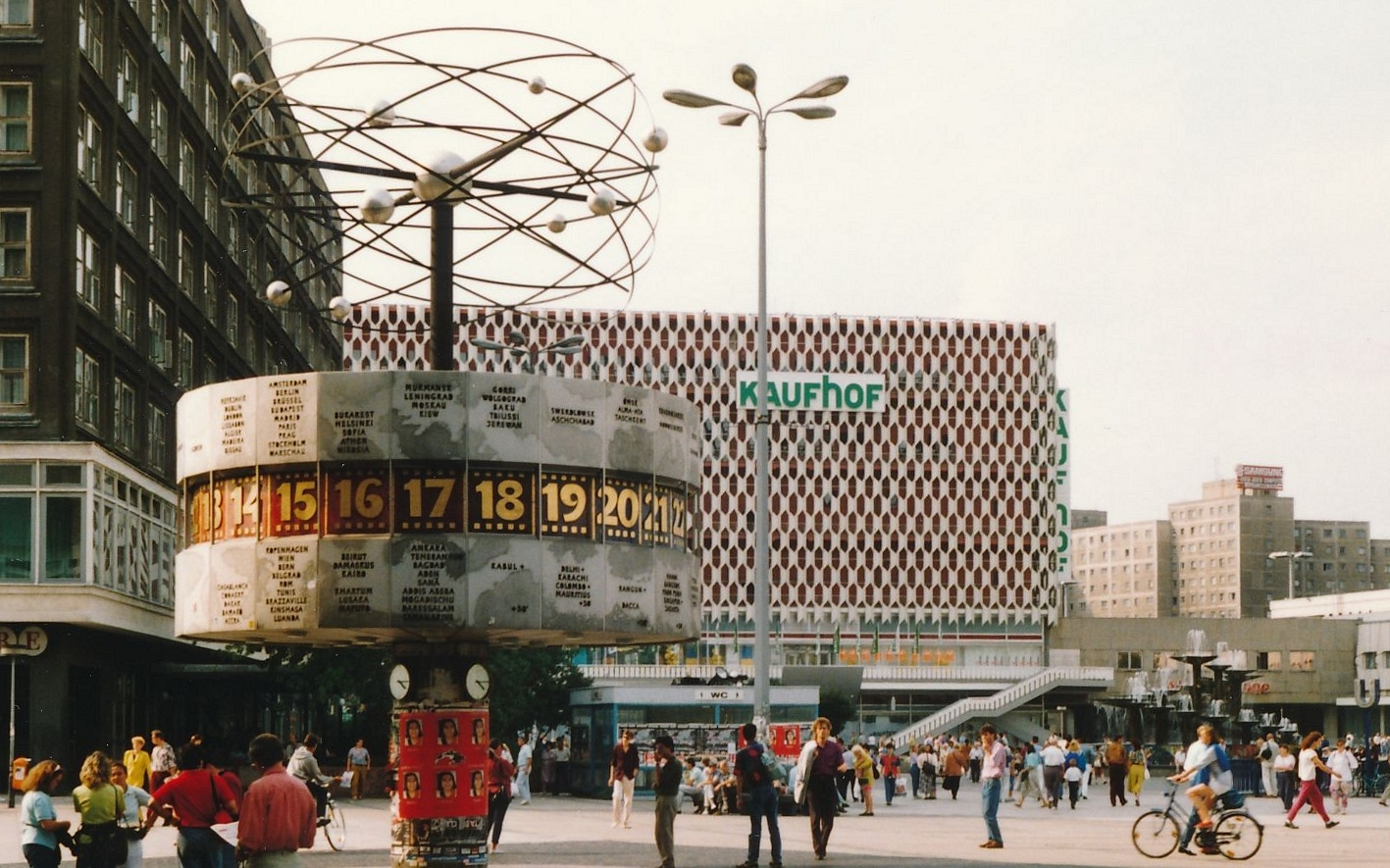
Le Kaufhof dans l'ancien grand magasin Centrum, 1991.
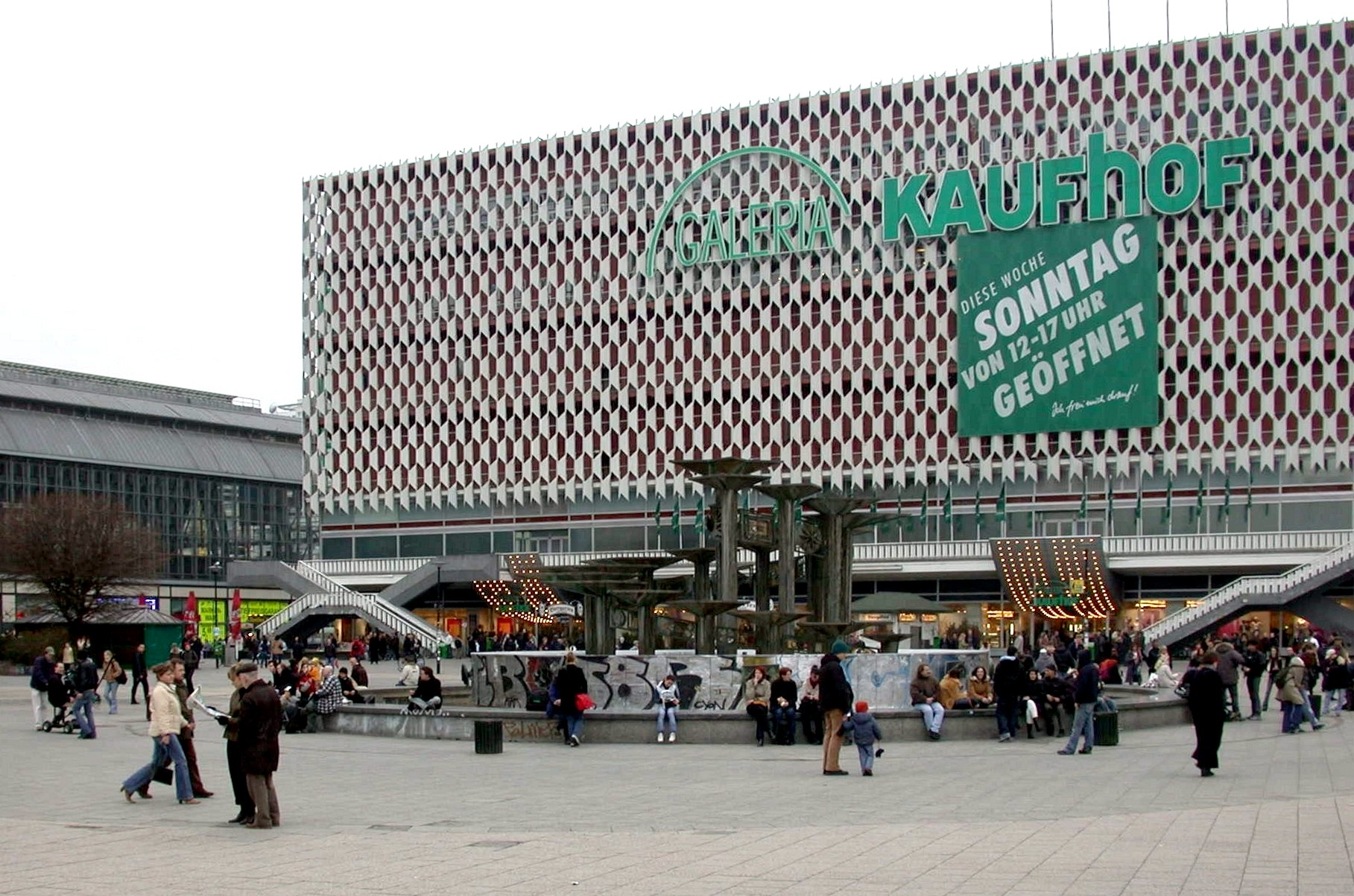
Vue avant la rénovation.